# لوكا لاونيللو
لوكا لاونيللو (بالإيطالية: Luca Lionello)‏ هو ممثل إيطالي، ولد في 9 يناير 1964 بروما في إيطاليا.

## أعمال

### أفلام
- (2004) آلام المسيح[2][3][4]

## وصلات خارجية
- لوكا لاونيللو على موقع IMDb (الإنجليزية)
- لوكا لاونيللو على موقع ألو سيني (الفرنسية)
- لوكا لاونيللو على موقع أول موفي (الإنجليزية)
- لوكا لاونيللو على موقع قاعدة بيانات الأفلام السويدية (السويدية)
- لوكا لاونيللو على موقع قاعدة بيانات الفيلم (الإنجليزية)
- لوكا لاونيللو على موقع كينوبويسك (الروسية)